# Кош-Кая
Кош-Кая́ (крим. Qoş Qaya) — гора на Південному березі Криму, на захід від Сімеїза. Висота 254 м. Також відома під назвою Кішка (рос. Кошка).
Гора є відторженцем. Складається з вапняків. Укрита реліктовим рідколіссям з ялівцю високого, з домішком суничника дрібноплодного та сосни кримської. Поширені вічнозелені чагарники: чист кримський та рускус понтійський.
Плато г. Кош-Кая неоднорідне. Майже половину його займають кам'яні розсипища, розташовані біля підніжжя східного хребта. Вони позбавлені рослинності. По краю розсипищ проходить кам'яна гряда висотою 3-7 м, яка розсічена поздовжньою ущелиною. Вона заросла деревами та чагарниками. Від цієї скельної гряди до західного хребта — східчастий рельєф місцевості, покритий відносно молодим рідколіссям, що складається з ялівцю деревоподібного, фісташки дикої, граба, ясена і дуба пухнастого. Площа цієї частини плато — 0,6 га. Саме ця частина плато була обжитою та захищеною фортечними стінами. Першим обстежив це укріплення П. І. Кеппен у 30-х роках XIX ст. Він назвав його — Лімена-Кале або Лімена-Ісар (в пер. з грец. та крим. — «фортеця на березі затоки») і вважав його середньовічним.
У жовтні 1959 року за допомогою 22-метрового радіотелескопа, встановленого на Кош-Кая, було прийнято перше в історії зображення зворотної півкулі Місяця, зроблене «Луною-3».
Назва походить від кримськотатарського Кош-Кая (Qoş Qaya). Qaya у перекладі означає «скеля», qoş — «парний».
Комплексна пам'ятка природи.